# カラデニズ・エレーリ
カラデニズ・エレーリ(Karadeniz Ereğli)は、トルコのゾングルダク県にある黒海沿岸の都市および地区である。ゾングルダク市から西方の、Kılıçsu川の河口付近に位置する。

## 概況
現代のエレーリは、トルコ最大の製鉄所エルデミル(en:Erdemir)の本拠地である。大きな人工港湾、学校、2つのスーパーマーケット、いくつかの自動車販売店等がある。黒海の浜辺によって、エレーリは、有名な観光地となっている。空港や鉄道駅はないが、自動車あるいはバスでアンカラ、イスタンブールその他の場所からこの街へとたどり着くことができる。
エレーリは、無煙炭の炭鉱によってよく知られており、イスタンブールはその需要のかなりの部分をここから供給されている。
北トルコ炭田の発見者ウズン・メフメトは、エレーリのKestaneci Köyü（「チェストナッツ売りの村」）地区に住んでいた。

## 歴史
エレーリは、古代にはギリシア神話の英雄ヘラクレスにちなんだヘラクレア・ポンティカとして知られる都市だった。トルコ語の名前カラデニズ・エレーリは、「黒海のエレーリ」(kara=「黒」, deniz=「海」)を意味する。それは、エレーリ（エレーリはヘラクレスに由来する）と呼ばれる他の場所と区別するためである。
この古代都市は、メガラ人の植民によって建設されたもので、メガラ人は、すぐに先住民のマリアンデュニア人を支配下に置き、かなりの範囲に勢力を広げた。その都市の繁栄は、ガラティア人とビテュニア人によって激しく揺さぶられ、ミトリダテス戦争で完全に破壊された。この都市は、ヘラクレイデス・ポンティカスの生誕地である。
ギリシア神話によると、3つの頭を持つ犬ケルベロスによって守られる洞窟が町の近くに位置している。ヘラクレスは、最後の冒険として、その洞窟に入ってケルベロスを捕獲することを課せられた。